# 1974年10月英國大選
1974年10月英國大選舉辦於1974年10月10日，是英國在這一年舉辦的第二次大選，工黨在這次選舉中獲得了比單獨過半多3席的席位。而保守黨和自由黨的得票率則選舉中下降。愛德華·希思因在他領導的四次選舉中三次失敗而在1975年2月下台。蘇格蘭民族黨在蘇格蘭獲得了30%的得票率和71個議席中的11個議席，這也是至2015年為止蘇格蘭民族黨獲得的最多議席。